# 下境村
下境村（しもざかいむら）は、福岡県鞍手郡にあった村。現在の直方市の一部にあたる。

## 地理
遠賀川の中流右岸、彦山川との合流点付近に位置していた

## 歴史

### 沿革
- 1889年（明治22年）4月1日 - 鞍手郡下境村が単独で村制施行して福地村が設立[1][2]。大字は編成しなかった[1]。
- 1926年（大正15年）11月1日 - 鞍手郡直方町、福地村、頓野村、新入村と合併し、直方町が存続して廃止された[1][2]。

### 地名の由来
鎌倉期から高野山金剛三昧院粥田荘堺郷と記され、のち上境、下境となる。境は筑前国、豊前国の国境にあったことによると推測される。

## 産業
早くから炭鉱の開発が行われた。

### 炭鉱
- 本洞炭鉱 1892年、藤棚炭鉱から分離。1907年、三井本洞炭鉱となる。1926年閉山[1]。
- 日焼炭鉱 本洞・藤棚炭鉱から分離[1]。
- 道手炭鉱 1897年から再開発[1]。